# Стариґруд
Стариґруд (пол. Starygród) — село в Польщі, у гміні Кобилін Кротошинського повіту Великопольського воєводства.
Населення — 259 осіб (2011).
У 1975-1998 роках село належало до Лешненського воєводства.

## Демографія
Демографічна структура станом на 31 березня 2011 року:
|          | Загалом | Допрацездатний вік | Працездатний вік | Постпрацездатний вік |
| -------- | ------- | ------------------ | ---------------- | -------------------- |
| Чоловіки | 138     | 32                 | 95               | 11                   |
| Жінки    | 121     | 26                 | 74               | 21                   |
| Разом    | 259     | 58                 | 169              | 32                   |